# Mercury Montclair
Der Mercury Montclair bezeichnet einen Full-Size-PKW der zum Ford-Konzern gehörenden Marke Mercury.

## Montclair (1955–1960)
Zum Modelljahr 1955 wurde die bisher nur aus dem Mercury Monterey bestehende Modellpalette von Mercury um das Modell Montclair – vermutlich benannt nach dem Villenviertel Montclair in New Jersey – erweitert.
Der Wagen war als Coupé, Cabrio und viertürige Limousine erhältlich, wobei zumindest unter den bis heute erhaltenen Fahrzeugen das Coupé klar dominiert und die viertürige Version eine Randerscheinung darstellt. In Abgrenzung zum – wie damals in den USA üblich – technisch und optisch sehr ähnlichen Monterey dient zum einen ein „Montclair“-Schriftzug auf den Kotflügeln und zum anderen diverse zusätzliche Chromleisten.
Den Antrieb besorgte eine 201 SAE-PS (148 kW) starke Version des 4,8 Liter großen Mercury-V8, gekoppelt mit einem Dreigang- oder Overdrive-Schaltgetriebe oder einer „Merc-O-Matic“ genannten Automatik. 1956 wurde der Motor auf 5,1 Liter vergrößert und leistete im Montclair jetzt 213 SAE-PS (157 kW).
1957 erhielten alle Mercury-Modelle eine neu designte Karosserie, und der Montclair fungierte nun unter dem neu eingeführten Mercury Turnpike Cruiser (ab 1959 Mercury Park Lane) als mittleres Modell der Marke. Am Modellangebot änderte sich nichts, der Motor leistete nun aber 258 SAE-PS (180 kW). 1958 wuchs der V8 erneut auf nun 6,3 Liter Hubraum und leistete 335 SAE-PS (246 kW), auf Wunsch gab es auch den von Lincoln stammenden Siebenliter-V8 mit 365 bis 406 SAE-PS (268/299 kW). Im Modelljahr 1959 entfiel das Cabriolet, der Basismotor kam nun auf 325 SAE-PS (239 kW), während der Siebenliter-Motor in der Leistung auf 350 SAE-PS (257 kW) begrenzt wurde.
Für das Modelljahr 1961 entfiel der Montclair zunächst und wurde durch die kurzlebige Full-Size-Version des Mercury Meteor ersetzt.

## Montclair (1964–1968)
Nachdem 1962 wie bei diversen Herstellern eine der Bezeichnungen der Full-Size-Fahrzeuge für die neu eingeführte Mittelklasse verwendet wurde – bei Mercury den Meteor – reaktivierte man 1964 die Bezeichnung Montclair.
Der Wagen war erneut zwischen Monterey und Park Lane positioniert. Die Limousinen und Coupés (in Hardtop-Version Montclair Marauder genannt) wurden von 6,4 oder 7 Liter großen V8-Motoren angetrieben (253-431 SAE-PS/186-317 kW). Auch in den Folgejahren blieb der 6,4-Liter durchgängig der Basismotor, die Leistung beider Motoren schwankte aber immer wieder leicht.
1968 fiel der Montclair endgültig einer großen Umstrukturierung des Full-Size-Angebotes von Mercury zum Opfer. Neben dem Montclair entfiel auch der Park Lane. Dafür wurde mit dem Mercury Marquis eine Bezeichnung eingeführt, welche bis zum Ende von Mercury 2010 erhalten bleiben sollte.